# Chapelle Sainte-Anne d'Hermet
La chapelle de Sainte-Anne d'Hermet est une chapelle située à Jublains dans le département de la Mayenne, en France.

## Historique
La chapelle, construite pour les forgerons des forges d'Hermet, mentionnée encore en 1780, est dédiée à sainte Anne. Elle n'a laissé son souvenir que dans le nom donné à une ferme (transformée aujourd'hui en maison d'habitation) entre Deux-Évailles et Jublains.

## Évangiles
Laurent Filoche, un amateur d'histoire locale découvre en 1982 un opuscule, les Évangiles de sainte Anne d'Hermet. Ce texte est formé de quatre cantiques écrits en vers. L'origine et les auteurs de ces quatre-vingts couplets restent inconnus. Toutefois, selon M. Filoche, le quatrième cantique pourrait avoir été écrit par Fénelon. La valeur de ces textes provient surtout d'une tradition très locale : ils étaient chantés pendant neuf jours à la fin du Carême dans cette minuscule chapelle (tradition locale abandonnée en 1946).

## À voir
- Deux-Évailles, Jublains
- Étang de la fenderie
- Forges de Moncor à Chammes
- Jublains cité romaine
- Le Montaigu à Hambers
- Évron, Mézangers
- Étang du Gué-de-selle
- Château de Sainte-Suzanne (Mayenne), cité médiévale
- Château de Bourgon
- Église Saint-Vigor de Neau
- Brée